# 손희준
손희준(1976년 9월 15일 ~ )은 대한민국의 만화가이다. 1992년 소년챔프 신인만화 공모전 《꼴찌본색》으로 16세의 나이로 데뷔하였으며, 만화서클 해오름에서 회지를 내기도 하였다.

## 주요 작품
- 1992년 《꼴찌본색》, 《꼴찌시리즈》
- 1993년 《리틀 하이랜더》, 《배틀 하이랜더》
- 1995년 《불사신 배틀러》
- 1996년 《마법학원 아테나》
- 1997년 《크레이지 히어어로}
- 1998년 《매직 아카데미 제우스》, 《듀얼사가》삽화, 《이블아이》스토리, 《크레이지 배틀러》뉴타입 연재
- 2000년 《유레카》스토리, 《마스터스쿨 올림프스》
- 2006년 《도로시》
- 2011년 《She's Gon》스토리
- 2015년 《꿈속의 주인님》연재중